# NFL sezona 1937.
NFL sezona 1937. je 18. po redu sezona nacionalne lige američkog nogometa. 
Sezona je počela 5. rujna 1937. Utakmica za naslov prvaka je odigrana 12. prosinca 1937. u Chicagu u Illinoisu na stadionu Wrigley Field. U njoj su se sastali pobjednici istočne divizije Washington Redskinsi i pobjednici zapadne divizije Chicago Bearsi. Pobijedili su Redskinsi rezultatom 28:21 i osvojili svoj prvi naslov prvaka NFL-a.
U ligu kao deseta momčad ulaze Cleveland Ramsi. Također, momčad Redskinsa seli iz Bostona u Washington D.C.

## Poredak po divizijama na kraju regularnog dijela sezone
| Istočna divizija     |     |     |     |      |     |     |
| Momčad               | Pob | Por | Ner | %    | P+  | P-  |
| Washington Redskins* | 8   | 3   | 0   | 72,7 | 195 | 120 |
| New York Giants      | 6   | 3   | 2   | 66,7 | 128 | 109 |
| Pittsburgh Pirates   | 4   | 7   | 0   | 36,4 | 122 | 145 |
| Brooklyn Dodgers     | 3   | 7   | 1   | 30,0 | 82  | 174 |
| Philadelphia Eagles  | 2   | 8   | 1   | 20,0 | 86  | 177 |

| Zapadna divizija  |     |     |     |      |     |     |
| Momčad            | Pob | Por | Ner | %    | P+  | P-  |
| Chicago Bears*    | 9   | 1   | 1   | 90,0 | 201 | 100 |
| Green Bay Packers | 7   | 4   | 0   | 63,6 | 220 | 122 |
| Detroit Lions     | 7   | 4   | 0   | 63,6 | 180 | 105 |
| Chicago Cardinals | 5   | 5   | 1   | 50,0 | 135 | 165 |
| Cleveland Rams    | 1   | 10  | 0   | 9,1  | 75  | 207 |

Napomena: * - pobjednici konferencije, % - postotak pobjeda, P± - postignuti/primljeni poeni

## Prvenstvena utakmica NFL-a
- 12. prosinca 1937. Chicago Bears - Washington Redskins 21:28

## Statistika

### Statistika po igračima
- Najviše jarda dodavanja: Sammy Baugh, Washington Redskins - 1127
- Najviše jarda probijanja: Cliff Battles, Washington Redskins - 874
- Najviše uhvaćenih jarda dodavanja: Gaynell Tinsley, Chicago Cardinals - 675

### Statistika po momčadima

#### U napadu
- Najviše postignutih poena: Green Bay Packers - 220 (20,0 po utakmici)
- Najviše ukupno osvojenih jarda: Green Bay Packers - 289,5 po utakmici
- Najviše jarda osvojenih dodavanjem: Green Bay Packers - 127,1 po utakmici
- Najviše jarda osvojenih probijanjem: Detroit Lions - 188,5 po utakmici

#### U obrani
- Najmanje primljenih poena: Chicago Bears - 100 (9,1 po utakmici)
- Najmanje ukupno izgubljenih jarda: Boston Redskins - 190,5 po utakmici
- Najmanje jarda izgubljenih dodavanjem: Detroit Lions - 73,1 po utakmici
- Najmanje jarda izgubljenih probijanjem: Chicago Bears - 84,8 po utakmici

## Vanjske poveznice
- Pro-Football-Reference.com, statistika sezone 1937. u NFL-u
- NFL.com, sezona 1937.